# Sant Julià de Lòria
Sant Julià de Lòria é uma paróquia (ou freguesia) do sul do coprincipado de Andorra, sua capital é a cidade de Sant Julià de Lòria.

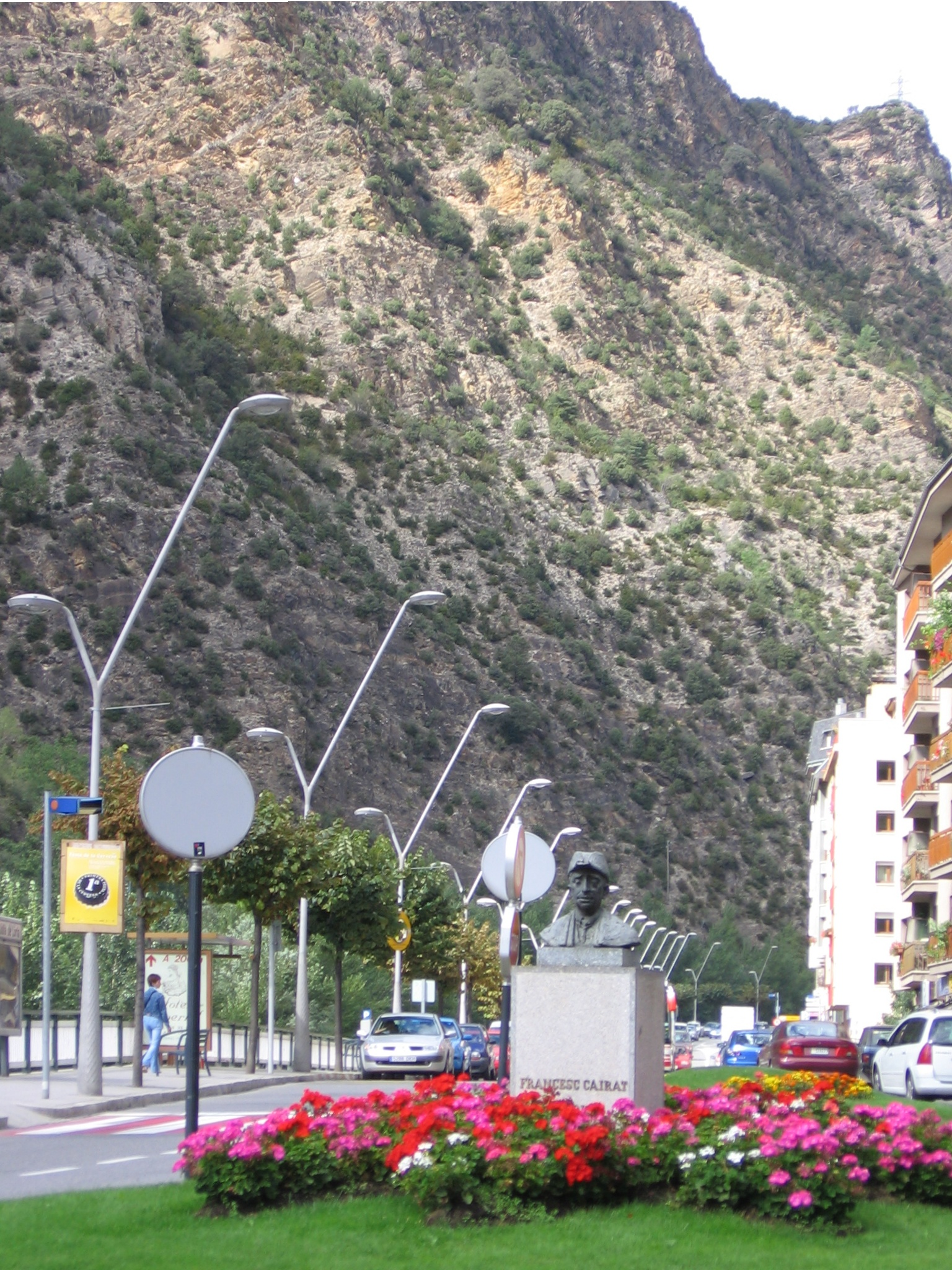
Estátua de Francesc Cairat

## Património
- Igreja de Sant Esteve del Mas d'Alins